# Museo Sheikh Faisal Bin Qassim Al Thani
El Museo Sheikh Faisal Bin Qassim Al Thani es un museo privado localizado en el municipio de Al Shahaniya en Catar. Abarca un área de 530,000 m², tiene tres edificios y fue inaugurado en 1998 por Sheikh Faisal Bin Qassim Al Thani.

## Ubicación
El museo está localizado en Al Samriya, una localidad en Al-Shahaniya de aproximadamente 20 km al oeste de Doha. Se puede acceder al museo a través de carretera Dukhan.

## Historia

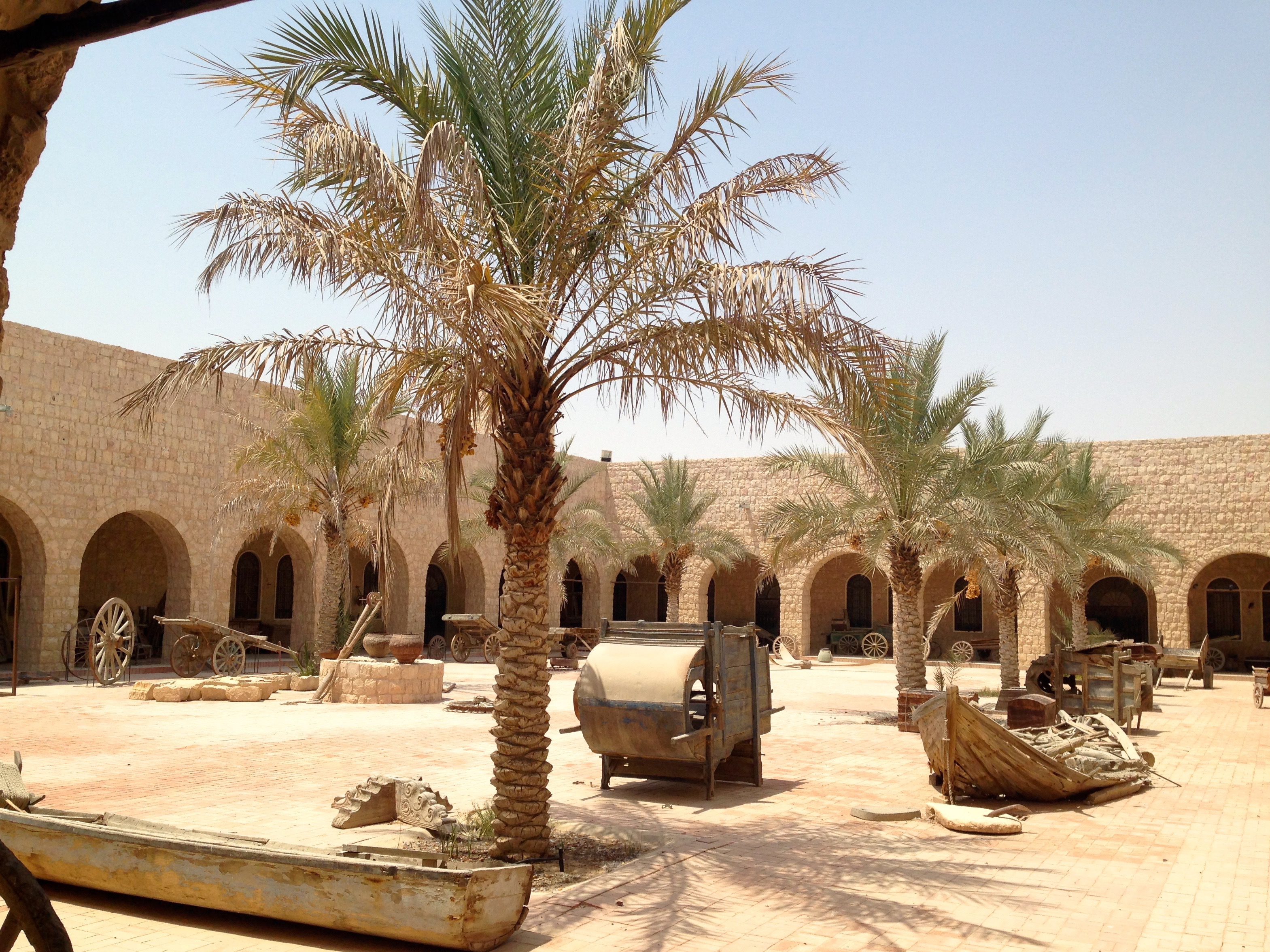
Patio de museo.

En 1998, Sheikh Faisal Bin Qassim Al Thani abrió el museo al público. El museo, el cual consta de tres edificios, fue construido sobre un histórico fuerte en Al Samriya. El museo preserva y promueve el patrimonio cultural de Catar albergando obras de arte y artefactos tradicionales dentro del museo.

## Colecciones
Hay 15 salas en el museo qué albergan alrededor de 15,000 artefactos. Todos los artefactos que se exhiben en el museo fueron recogidos por Sheikh Faisal en  50 años. Los artefactos están agrupados dentro de cuatro categorías principales: arte islámico, vehículos, monedas y dinero, y artefactos tradicionales cataríes. Los objetos de cada categoría se encuentran en habitaciones separadas.

### Arte islámico
Hay ocho salas designadas a exhibir obras de arte islámicas. Entre las salas se incluye una dedicada a los textiles islámicos, una sala para manuscritos islámicos, una sala para las pinturas islámicas y una sala que exhibe versos del Corán.

### Vehículos

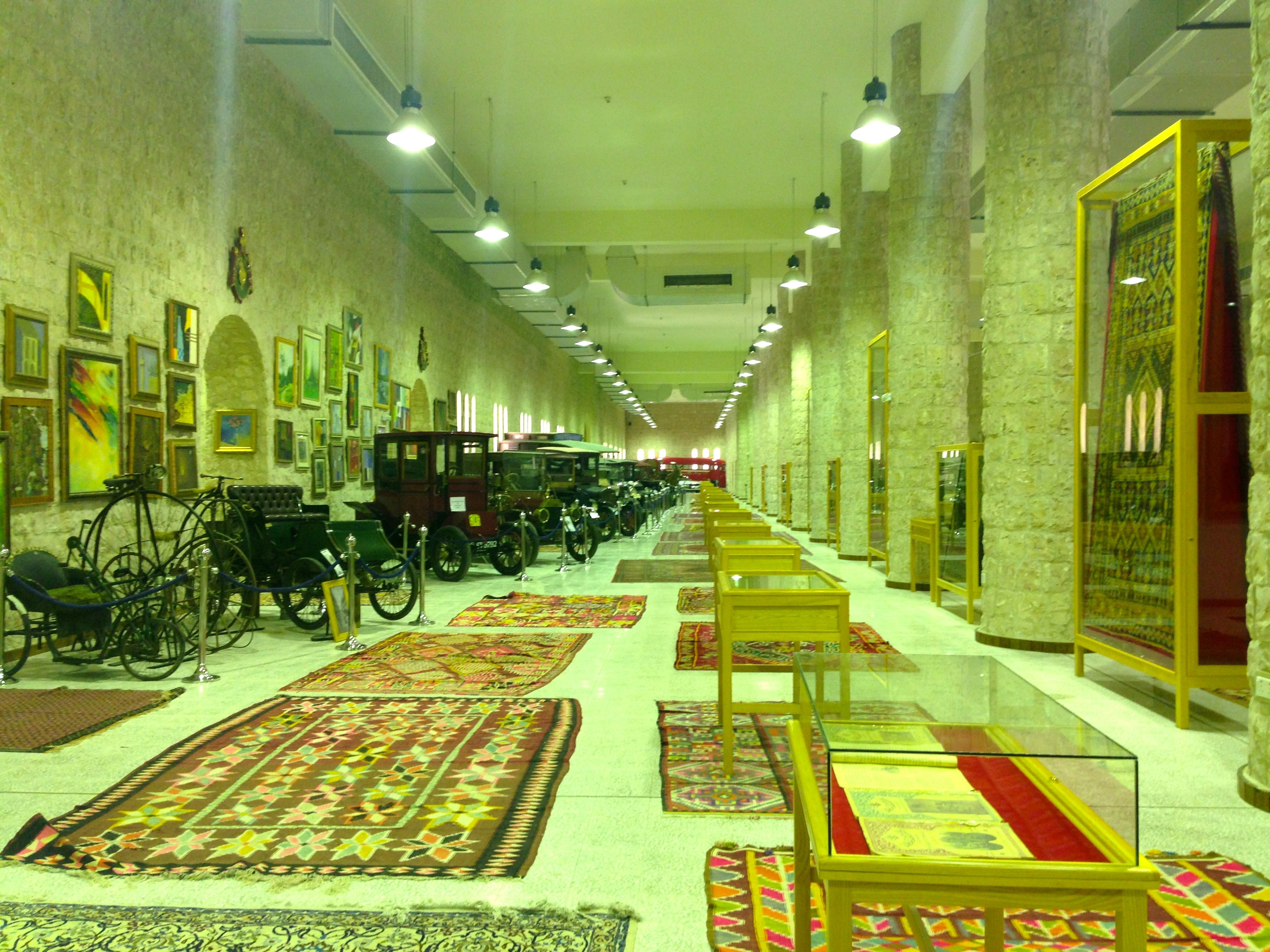
Una colección de automóviles y artefactos en el museo.

El museo exhibe vehículos de diversos periodos en varias salas. El museo expone automóviles que datan desde 1885 en adelante, así como los automóviles utilizados por oficiales de gobierno. Además, se exhiben diversas bicicletas y motocicletas.

### Monedas y dinero
Las salas dedicadas a las monedas y el dinero muestran monedas antiguas de plata y de oro utilizadas antes y durante la aparición de Islam en el Oriente Medio, además de monedas contemporáneas de varios países.

### Patrimonio catarí
Los artefactos tradicionales cataríes del museo varían ampliamente en tema, variando de equipamiento utilizado en la caza de perlas, dhows, y manualidades beduinas.